# Dicrurus hottentottus
Dicrurus hottentottus е вид птица от семейство Dicruridae.

## Разпространение
Видът е разпространен в Бангладеш, Бутан, Бруней, Камбоджа, Китай, Индия, Индонезия, Лаос, Малайзия, Мианмар, Непал, Филипините, Тайланд и Виетнам.